# Gouvernement Belkhadem II
République algérienne
Belkhadem I Ouyahia VI
Le gouvernement de Belkhadem II est un gouvernement algérien qui a exercé le pouvoir du 04 juin 2007 au 23 juin 2008. Le deuxieme gouvernement algérien dirigé par Abdelaziz Belkhadem, est nommé par le président Abdelaziz Bouteflika le 04 juin 2007.

## Second Gouvernement Belkhadem du 4 juin 2007[1]au 23 juin 2008
| Portefeuille | Ministre                  |
| --- | ------------------------- |
| Chef du gouvernement | Abdelaziz Belkhadem       |
| Ministre d'État, Ministre de l'Intérieur et des Collectivités locales                                                                               | Noureddine Yazid Zerhouni |
| Ministre d'État | Bouguerra Soltani         |
| Président de la République, Ministre de la Défense nationale                                                                                        | Abdelaziz Bouteflika      |
| Ministre délégué auprès du Ministre de la Défense nationale                                                                                         | Abdelmalek Guenaizia      |
| Ministre des Affaires étrangères | Mourad Medelci            |
| Ministre de la Justice, Garde des Sceaux | Tayeb Belaiz              |
| Ministre des Finances | Karim Djoudi              |
| Ministre de l'Énergie et des Mines | Chakib Khelil             |
| Ministre des Ressources en eau | Abdelmalek Sellal         |
| Ministre de l'Industrie et de la Promotion des Investissements                                                                                      | Abdelhamid Temmar         |
| Ministre du Commerce | El Hachemi Djaâboub       |
| Ministre des Affaires religieuses et des Wakfs | Bouabdellah Ghlamallah    |
| Ministre des Moudjahidine | Mohamed Cherif Abbes      |
| Ministre de l'Aménagement du territoire, de l'Environnement et du Tourisme                                                                          | Cherif Rahmani            |
| Ministre des Transports | Mohamed Maghlaoui         |
| Ministre de l'Éducation nationale | Aboubakr Benbouzid        |
| Ministre de l'Agriculture et du Développement rural                                                                                                 | Said Barkat               |
| Ministre des Travaux publics | Amar Ghoul                |
| Ministre de la Santé, de la Population et de la Réforme hospitalière                                                                                | Amar Tou                  |
| Ministre de la Culture | Khalida Toumi             |
| Ministre de la Communication | Abderrachid Boukerzaza    |
| Ministre de la Petite et Moyenne entreprise et de l'Artisanat                                                                                       | Mustapha Benbada          |
| Ministre de l'Enseignement supérieur et de la Recherche scientifique                                                                                | Rachid Harraoubia         |
| Ministre de la Poste et des Technologies de l'Information et de la Communication                                                                    | Boudjemaa Haichour        |
| Ministre des Relations avec le Parlement | Mahmoud Khedri            |
| Ministre de la Formation et de l'Enseignement professionnels                                                                                        | El Hadi Khaldi            |
| Ministre de l'Habitat et de l'Urbanisme | Noureddine Moussa         |
| Ministre du Travail, de l'Emploi et de la Sécurité sociale                                                                                          | Tayeb Louh                |
| Ministre de la Solidarité nationale | Djamel Ould Abbes         |
| Ministre de la Pêche et des Ressources halieutiques                                                                                                 | Smail Mimoune             |
| Ministre de la Jeunesse et des Sports | Hachemi Djiar             |
| Ministre délégué auprès du Ministre de l'Intérieur et des Collectivités locales, chargé des Collectivités locales                                   | Dahou Ould Kablia         |
| Ministre délégué auprès du Ministre des Affaires étrangères, chargé des Affaires maghrébines et africaines                                          | Abdelkader Messahel       |
| Ministre déléguée auprès du Ministre de la Santé, de la Population et de la Réforme hospitalière, chargée de la Famille et de la Condition féminine | Nouara Saâdia Djaffar     |
| Ministre délégué auprès du Ministre des Finances, chargé de la Réforme financière                                                                   | Fatiha Melle Mentouri     |
| Ministre délégué auprès du Ministre de l'Agriculture et du Développement rural, chargé du Développement rural                                       | Rachid Benaïssa           |
| Ministre délégué auprès du Ministre de l'Enseignement supérieur et de la Recherche scientifique, chargée de la Recherche scientifique               | Souad Bendjaballah        |
| Secrétaire général du gouvernement | Ahmed Noui                |